# 顶冠黄堇
顶冠黄堇（学名：Corydalis acropteryx），为罂粟科紫堇属下的一个植物种。